# Řemenatka červená

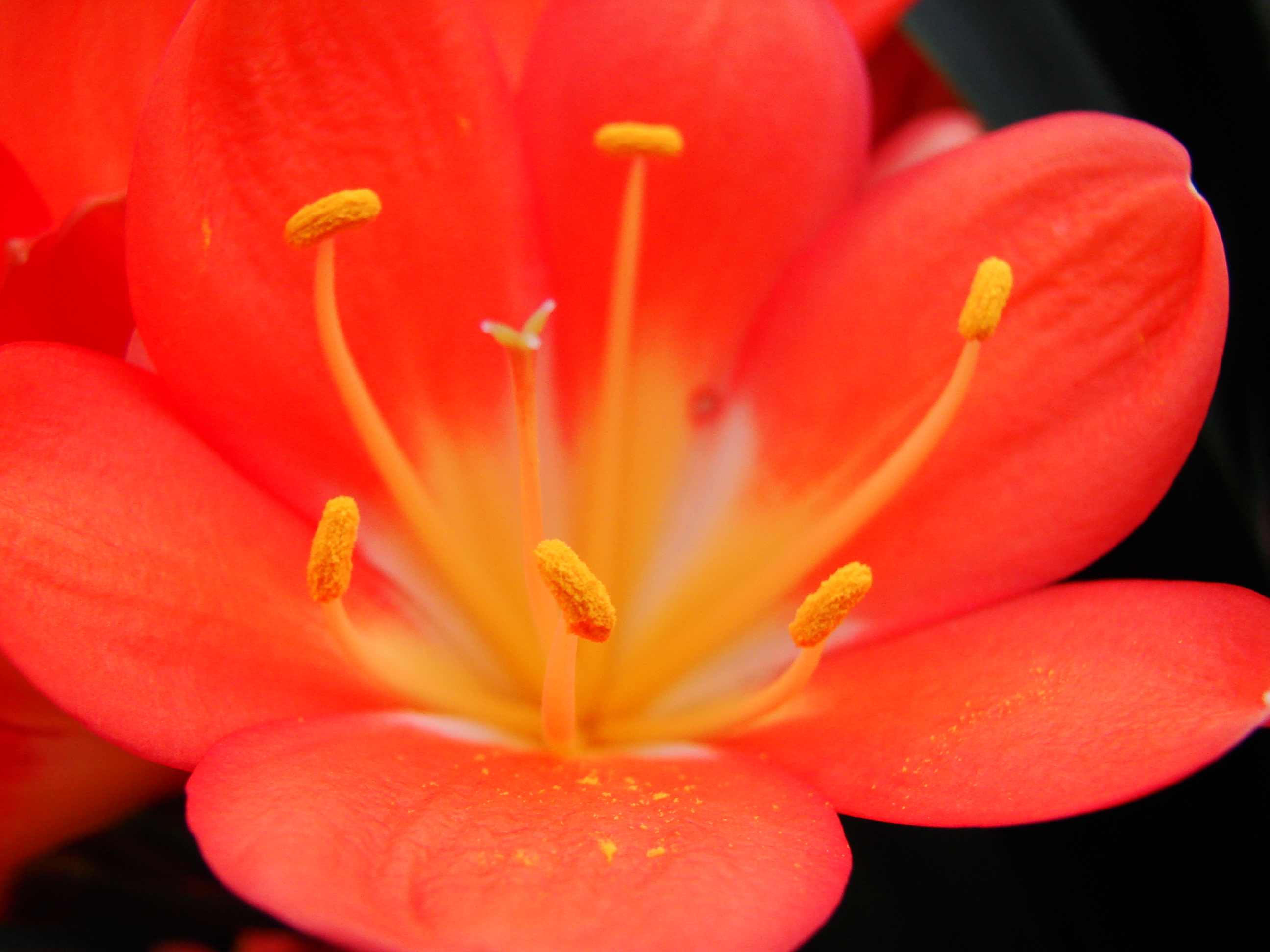
Květ řemenatky červené

Řemenatka červená (Clivia miniata) je vytrvalá, neopadavá květina pocházející ze subtropické oblasti jižní Afriky, je nejčastěji pěstovaný druh z nevelkého rodu řemenatka. Pro sytě zelené listy a zářivé růžově červené až oranžové květy a možnost pěstovat ji jako pokojovou rostlinu je oblíbenou květinou ve všech světadílech. Pojmenování klívie je odkazem na rodné příjmení Clive vévodkyně z Northumberlandu, která se věnovala botanice a šlechtění okrasných rostlin.

## Výskyt
Rostlina pochází ze suchých skalnatých oblastí v provinciích Východní Kapsko, Gauteng a KwaZulu-Natal v Jihoafrické republice a v přilehlém Svazijsku. Do Evropy se dostala okolo roku 1800 a hned se stala velmi populární, zahradníci ji začali šířit do Asie, Ameriky i Austrálie.

## Ekologie
Řemenatka červená vytváří rozlehlé kolonie na polostinných lesních stanovištích od subtropického pobřeží až po horské rokliny, nejlépe se ji daří v propustné a na živiny bohaté půdě. Přímé silné slunce jejím listům škodí, snadno se spálí a zežloutnou. Svými dužnatými kořeny se přizpůsobila dlouhému období bez deště, které v domovině každoročně prožívá. Nesnese však pokles teplot a současně velkou vlhkost, v evropské přírodě proto nemůže trvale růst.

## Popis
Vytrvalá rostlina s tlustými kořeny a tuhými, hladkými, tmavě zelenými listy. Z kořenů vyrůstá bočně zploštělá listová růžice s listy rostoucími ve dvou řadách střídavě nad sebou. Listy řemenitého tvaru bývají až 50 cm dlouhé a 6 cm široké, po délce jsou mírně žlábkovitě prohnuté a na vrcholu zašpičatělé.
Z úžlabí listu vyrůstá až 60 cm vysoký, dužnatý stvol elipsovitého průřezu a na vrcholu nese 10 až 20 oboupohlavných květů vytvářející květenství okolík. Téměř nevonné, široce nálevkovité květy mají tři vnější a tři vnitřní okvětní lístky, obvykle oranžové až červené či žluté barvy. Lístky jsou na bázi u středové žílky žluté a po okrajích světlé. Uvnitř květu je šest tyčinek se žlutými prašníky, tyčinky jsou kratší než okvětní trubka. Ze spodního semeníku, nacházejícího se pod okvětím, vystupuje čnělka s bliznou. Semeník je třídílný a obsahuje asi po osmi vajíčkách v oddíle.
Květy jsou opylovány hmyzem, lépe klíčivá semena se vytvoří po sprašení pylem z jiné rostliny. Po opylení vzniká ze semeníku dužnaté oplodí bobule, která mění svou barvu v závislosti na stupni zralosti, od zelené po jasně červenou. Kulovitá až vejčitá bobule dozrává za šest až sedm měsíců a obsahuje až patnáct semen. Semena nemají osemení a podržují si klíčivost po krátkou dobu, někdy počínají klíčit již v bobuli. Ploidie druhu je 2n = 22.

## Význam
Květina je oblíbena pro dlouhodobé kvetení a vzhledné listy vytrvávající po celou dobu vegetace. Předností je také malá náročnost na častou péči a dlouhověkost rostliny, za příhodných podmínek vydrží růst a spolehlivě kvést i 50 let. Je jednou z nejčastějších pěstovaných pokojových květin.

## Pěstování
V létě řemenatce červené vyhovuje běžná pokojová teplota okolo 20 °C a v období klidu (od září do ledna) pak její snížení na 4 až 10 °C. Rostlinu je vhodné mít místěnou celoročně na světlém stanovišti, ale ne na přímém slunci. V období růstu (od vyrašení stvolu do výšky cca 10 cm) je dobré udržovat půdu trvale mírně vlhkou, nebo se také u starších rostlin doporučuje rostlinu řádně zalít vždy až po důkladném vyschnutí substrátu. S nástupem srpna je nutno zálivku snižovat a koncem září ukončit. Pokud roste rostlina ve staré půdě, je vhodné ji do konce července přihnojovat.
Doporučuje se rostlinu na jaře po odkvětu přesadit a to co dva až čtyři roky, starší méně často neboť obvykle dobře kvete i v silně prokořeněné půdě. Sází se do výživné a propustné zeminy a vždy do květináče jen o něco málo většího. Starší rostlina se obvykle rozmnožuje odnoží při přesazování, oddělek by měl mít alespoň pět listů. Květinu lze množit také semeny, na kvetoucí rostlinu se však čeká tři až pět let.

## Šlechtění
Řemenatka červená je po více než 200 let šlechtěná a byly získány kultivary odlišující se počtem květů, velikosti, barvou a tvarem okvětních lístků, výškou stvolu, jakož i délkou a uspořádáním listů (např. vějířovitým). Nejvíce kultivarů bylo vypěstováno na Dálném východě, zejména v Japonsku.

## Toxicita
Rostlina je pro lidí i zvířata mírně jedovatá, obsahuje alkaloidy lykorin, klivimin a klivatin, nejvíce jich obsahují kořeny. Příznaky otravy se projevují podle množstvím požitého jedu, začínají od podráždění sliznice, zvýšené tvorby slin, zvracení, průjmu až po případný kolaps organismu.

## Galerie

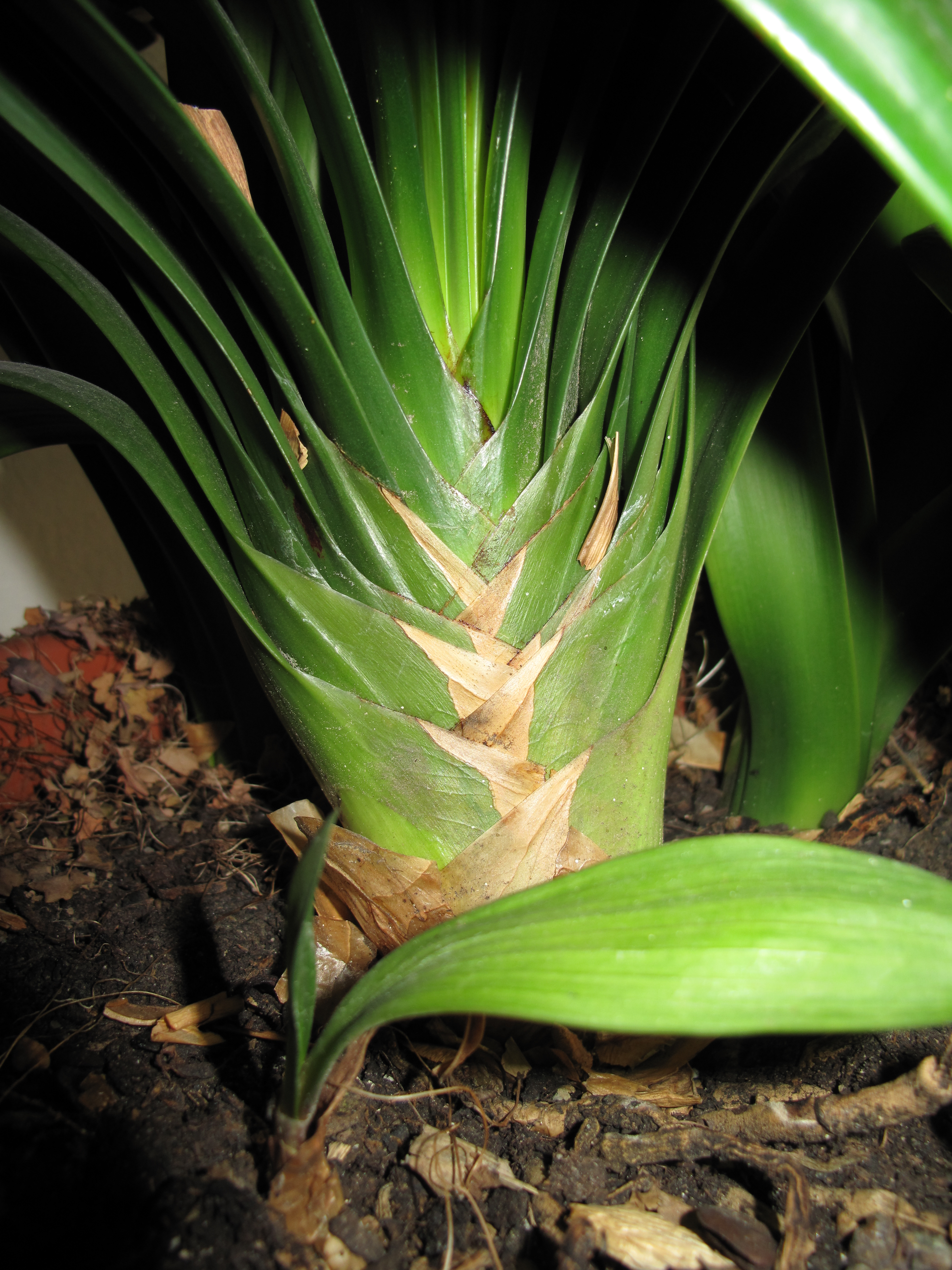
Listová růžice a kořenová odnož
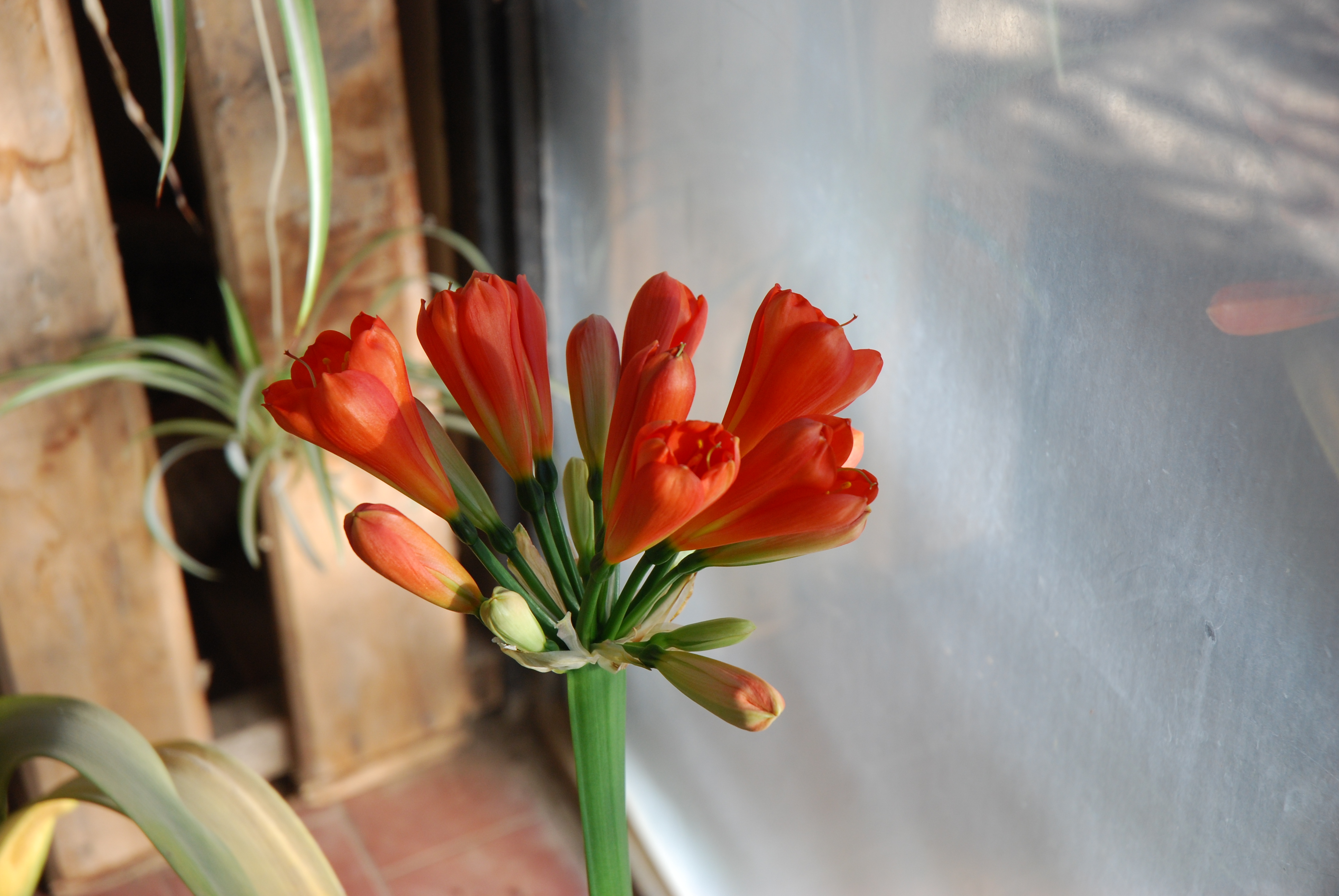
Nakvétající květy
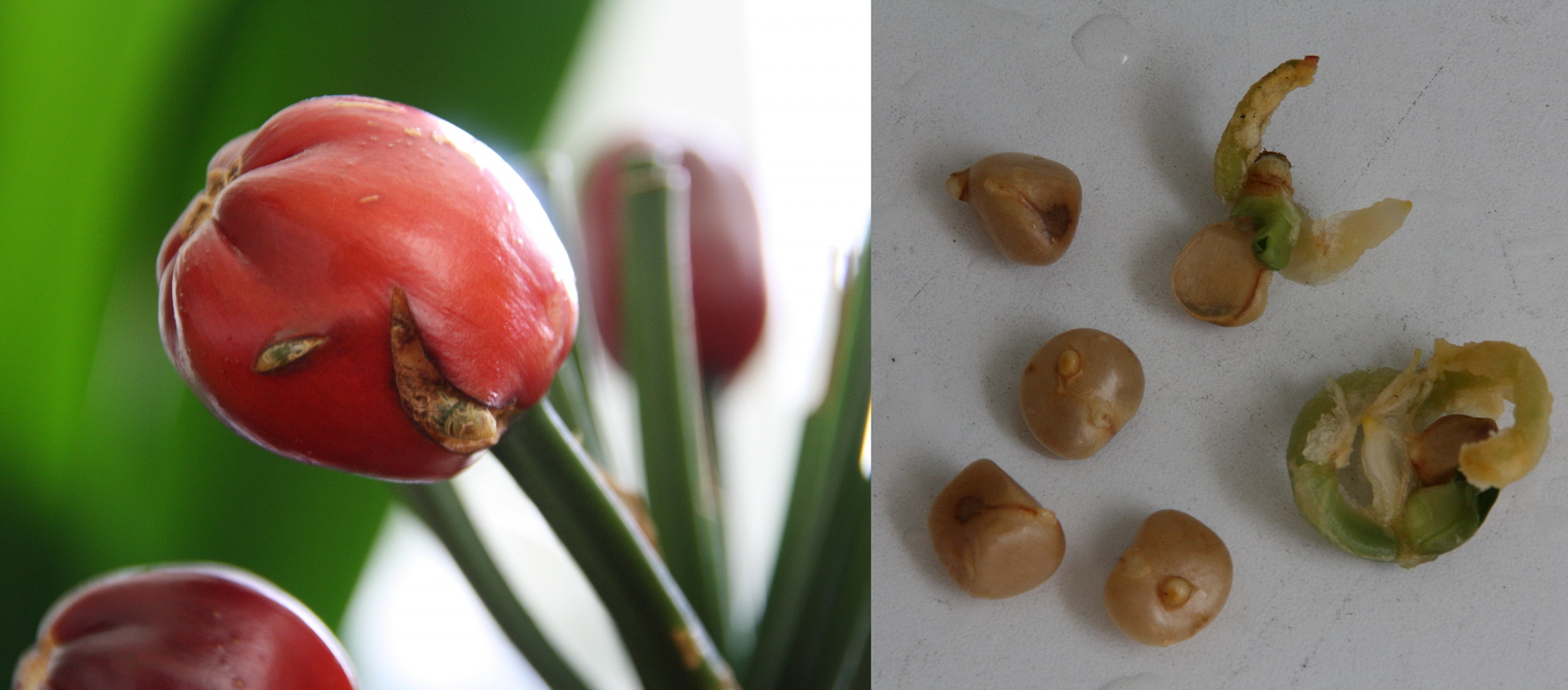
Bobule se semeny
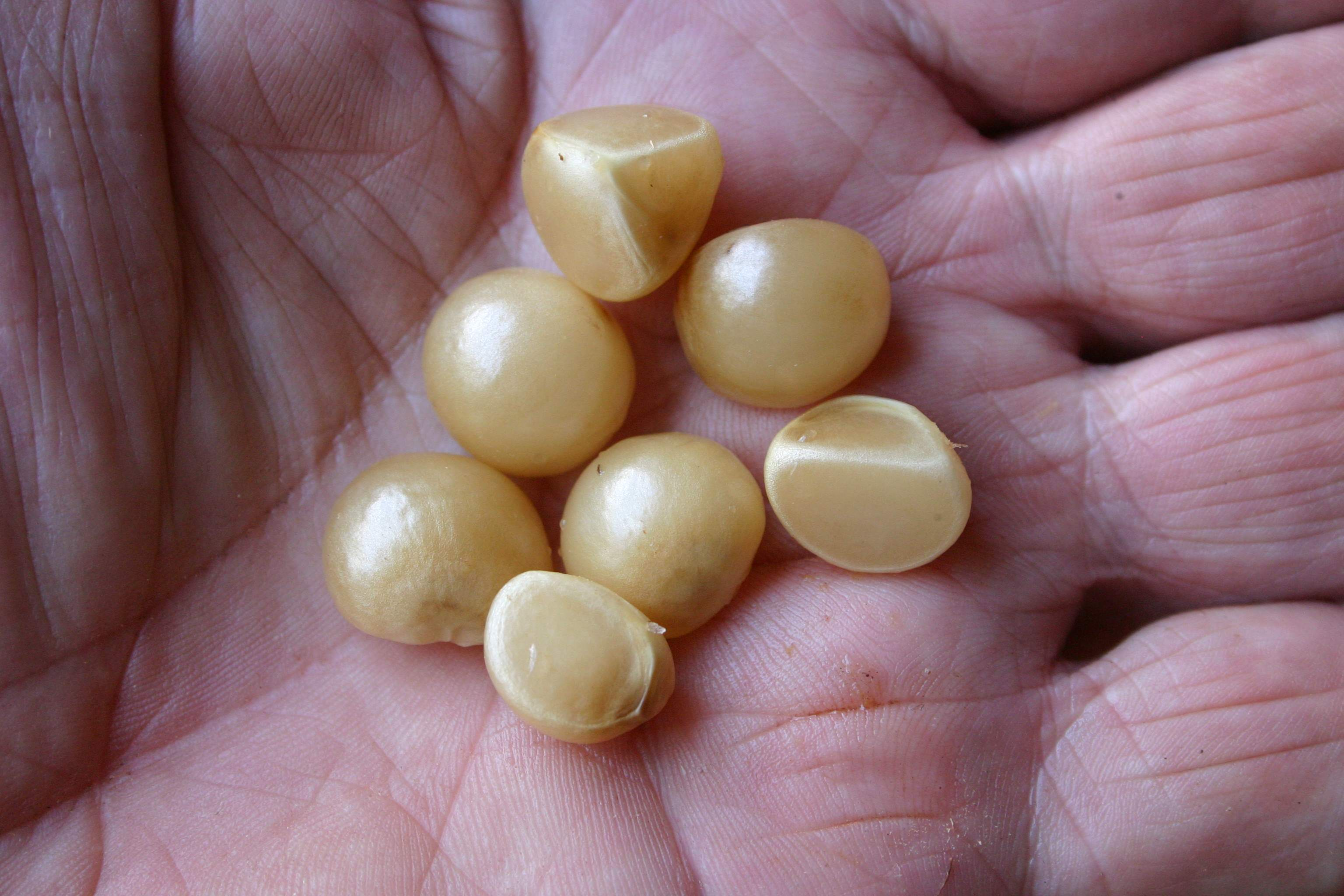
Semena